# Alfa Romeo RM
O Alfa Romeo RM é um automóvel produzido pela construtora italiana Alfa Romeo entre 1923 e 1925, e era baseado no modelo RL. O carro foi apresentado pela primeira vez no Paris Motor Show e foram produzidos cerca de 500 carros. Foram feitas três versões deste carro: Normal, Sport e Unificato. O Sport tinha uma maior taxa de compressão e o Unificato tinha uma maior distância entre eixos e um motor ligeiramente maior. A velocidade máxima do RM era de 90 km/h.

## Variantes
| Modelo       | Disposição do motor | Potência | Anos de produção |
| ------------ | ------------------- | -------- | ---------------- |
| RM Normal    | 1944 cc             | 40 cv    | (1923)           |
| RM Sport     | 1944 cc             | 44 cv    | (1924)           |
| RM Unificato | 1996 cc             | 48 cv    | (1925)           |